# Pelecanimorphae
Pelecanimorphae là một nhánh chim chứa các loài chim biển trong các bộ: Ciconiiformes (hạc/cò), Suliformes (chim điên, cốc biển,...) và  Pelecaniformes (bồ nông, diệc, cò quăm, cò mỏ giày,...). Trước đây, tên gọi của nhánh này từng được sử dụng như là danh pháp đồng nghĩa của Pelecaniformes.
|           | Ciconiiformes (hạc)                                                                                    |
|           | |
| Pelecanes | \| \| Suliformes (chim điên, cốc,...) \| \| \| \| \| \| Pelecaniformes (diệc, bồ nông,...) \| \| \| \| |
|           | \| \| Suliformes (chim điên, cốc,...) \| \| \| \| \| \| Pelecaniformes (diệc, bồ nông,...) \| \| \| \| |
|           | Suliformes (chim điên, cốc,...)                                                                        |
|           | |
|           | Pelecaniformes (diệc, bồ nông,...)                                                                     |
|           | |

|  | Suliformes (chim điên, cốc,...)    |
|  |                                    |
|  | Pelecaniformes (diệc, bồ nông,...) |
|  |                                    |